# Parapythais melzeri
Parapythais melzeri är en skalbaggsart som beskrevs av Monné 1980. Parapythais melzeri ingår i släktet Parapythais och familjen långhorningar. Inga underarter finns listade i Catalogue of Life.